# Мазур, Франц Тимофеевич
Франц (Андрей) Тимофеевич Мазур (1895 — ?) — председатель Верховного суда УССР, также член Всеукраинского центрального исполнительного комитета.

## Биография
Родился в бедной крестьянской семье. После окончания сельской школы работал по найму в Варшаве, Люблине, Житомире и других городах. В 1914-1918 годах служил матросом на Черноморском царском флоте, участник Первой мировой войны. После Февральской революции в 1917 избирался председателем революционного комитета корабля, членом Севастопольского совета рабочих и солдатских депутатов. В 1918-1919 электромонтёр проскуровского депо Подольской железной дороги, избирался председателем революционного комитета железной дороги. Делегат III Всероссийского съезда Советов. Член РКП(б) с 1919. В 1920-1922 работал в профсоюзных и партийных органах. С марта 1923 по 1925 председатель Киевского губернского суда. В июле 1925 был назначен заместителем заведующего отделом судоустройства и надзора Народного комиссариата юстиции Украинской ССР. В ноябре 1925 утверждён членом Верховного суда УССР. С апреля 1926 по август 1928 председатель Верховного суда УССР. В 1928-1929 председатель исполнительного комитета Белоцерковского окружного совета. В 1929-1930 заведующий Управлением профессионального образования Народного комиссариата образования УССР. В 1930 ответственный секретарь Шепетовского окружного комитета КП(б)У. В 1930 ответственный секретарь Бердичевского окружного комитета КП(б)У. С 15 июня 1930 до 18 января 1934 являлся кандидатом в члены ЦК КП(б)У. Арестован НКВД 18 июля 1940, осуждён Особым совещанием при НКВД СССР 15 марта 1941 за троцкистскую деятельность и за антисоветскую агитацию к заключению в исправительно-трудовой лагерь сроком на 5 лет. Освобождён из заключения при содействии Б. Берута. Дальнейшая судьба неизвестна.